# 魏汝贤
魏汝贤（？—？），平江府吴江县黎里镇（今江苏苏州吴江黎里镇）人，宋理宗淳祐四年甲辰恩科状元。